# Arnie Johnson
Arnitz L. "Arnie" Johnson (Gonvick, Minnesota, 17 de marzo de 1920 - Rochester, Nueva York, 6 de junio de 2000) fue un jugador de baloncesto estadounidense que disputó dos temporadas en la NBL y cinco más entre la BAA la NBA, todas ellas en los Rochester Royals. Con 1,96 metros de estatura, jugaba en la posición de ala-pívot.

## Trayectoria deportiva

### Universidad
Su trayectoria universitaria transcurrió en los Beavers de la Universidad Estatal de Bemidji, siendo uno el único jugador del centro en llegar a jugar profesionalmente en la NBA. En 1940 lideró a su equipo en la primera victoria de su universidad en un partido del torneo de la NAIB, consiguiendo 21 puntos, incluidos todos los 14 que anotó su equipo en la primera mitad. Al año siguiente llegaron hasta la tercera ronda, derrotando por el camino a los vigentes campeones, San Diego State, promediando en los tres partidos 15,1 puntos.

### Profesional
Tras cumplir con el servicio militar, fichó en 1946 por los Rochester Royals, que en aquel fechas disputaba la NBL. dos años más tarde se incorporaron a la BAA, y en su primera temporada en la máxima competición promedió 8,5 puntos y 1,3 asistencias por partido.
Dos años más tarde, en la temporada 1950-51, ya en la NBA, logró el anillo de campeón tras derrotar en las Finales a los New York Knicks por un apretado 4-3, con 11,2 puntos y 9,0 rebotes por partido en los playoffs por parte de Johnson.
Jugó dos temporadas más en los Royals, retirándose en 1953, con 32 años de edad.

## Estadísticas de su carrera en la NBA
|  | Denota temporadas en las que ganó un campeonato de la NBA |

### Temporada regular
| Año     | Equipo    | PJ  | MPP  | TC%  | TL%  | RPP | APP | PPP  |
| ------- | --------- | --- | ---- | ---- | ---- | --- | --- | ---- |
| 1948–49 | Rochester | 60  | –    | .416 | .701 | –   | 1.3 | 8.5  |
| 1949-50 | Rochester | 68  | –    | .396 | .680 | –   | 2.1 | 7.3  |
| 1950-51 | Rochester | 68  | –    | .459 | .725 | 6.6 | 2.6 | 9.4  |
| 1951-52 | Rochester | 66  | 32.7 | .433 | .778 | 6.1 | 2.8 | 10.0 |
| 1952-53 | Rochester | 70  | 28.3 | .379 | .748 | 6.0 | 2.2 | 8.3  |
| Total   | Total     | 332 | 30.5 | .418 | .731 | 6.2 | 2.2 | 8.7  |

### Playoffs
| Año   | Equipo    | PJ | MPP  | TC%  | TL%  | RPP | APP | PPP  |
| ----- | --------- | -- | ---- | ---- | ---- | --- | --- | ---- |
| 1949  | Rochester | 4  | –    | .268 | .727 | –   | 1.8 | 9.5  |
| 1950  | Rochester | 2  | –    | .500 | .667 | –   | 2.5 | 10.0 |
| 1951  | Rochester | 14 | –    | .449 | .782 | 9.0 | 2.9 | 11.2 |
| 1952  | Rochester | 6  | 27.7 | .296 | .719 | 5.2 | 4.0 | 6.5  |
| 1953  | Rochester | 3  | 29.0 | .286 | .762 | 6.0 | 2.0 | 8.0  |
| Total | Total     | 29 | 28.1 | .383 | .752 | 7.6 | 2.8 | 9.6  |